# Centrale marémotrice de Jiangxia
La centrale marémotrice de Jiangxia (江 厦 潮汐 电站) est la quatrième plus grande usine marémotrice dans le monde. Elle est située à Wuyantou, la ville-district de Wenling, dans la province du Zhejiang, en Chine. Bien que la puissance du projet était de 3000 kW, la capacité installée actuelle est de 3200 kW, généré à partir d'une unité de 500 kW, une unité de 600 kW, et trois unités de 700 kW, soit au total la capacité installée de 3200 kW. Des propositions ont été faites pour installer une sixième unité de 700 kW, mais elles n'ont pas encore abouti,. L'installation génère jusqu'à 6,5 GWh d'électricité par année.

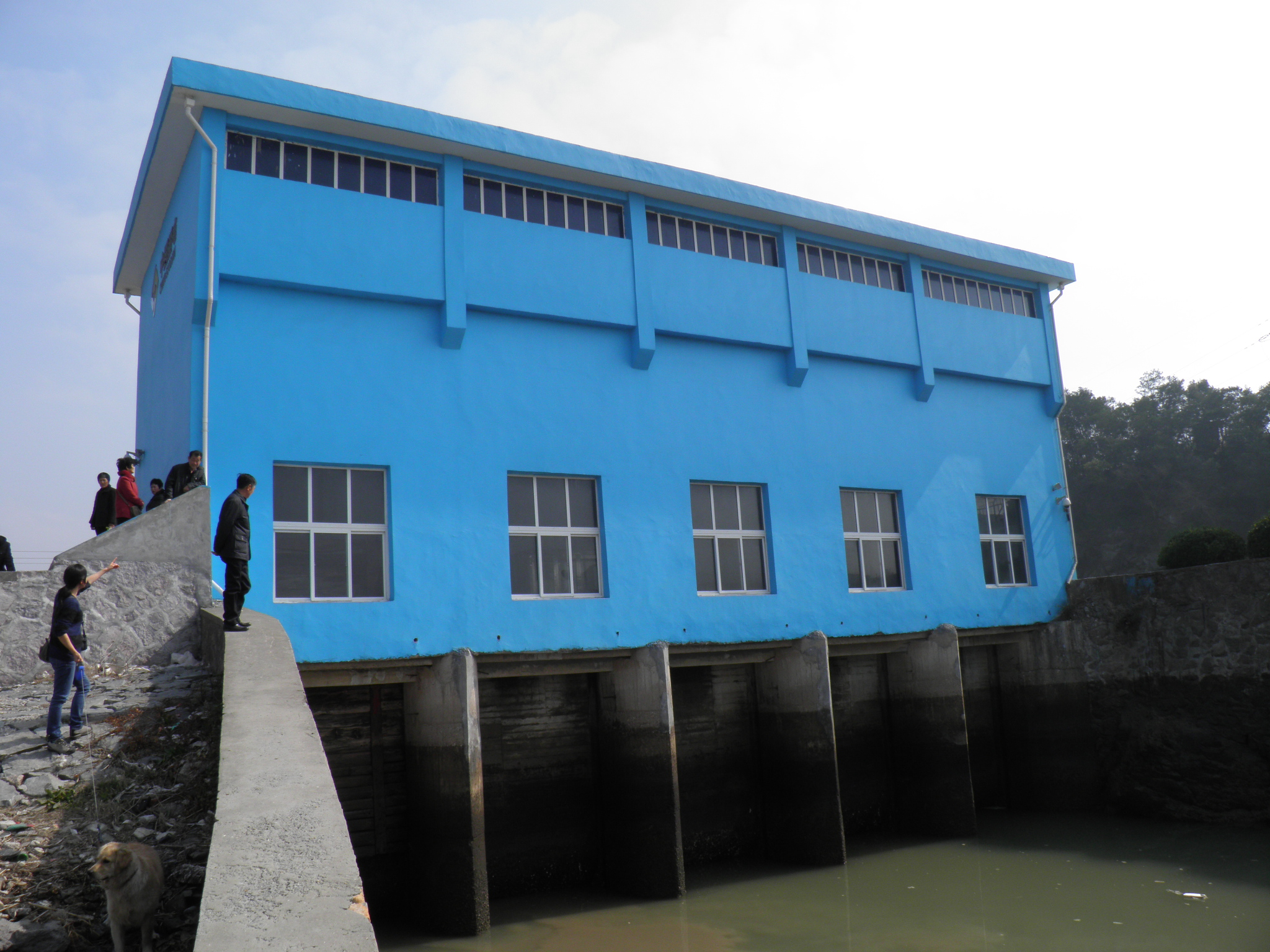
Centrale marémotrice de Jiangxia.

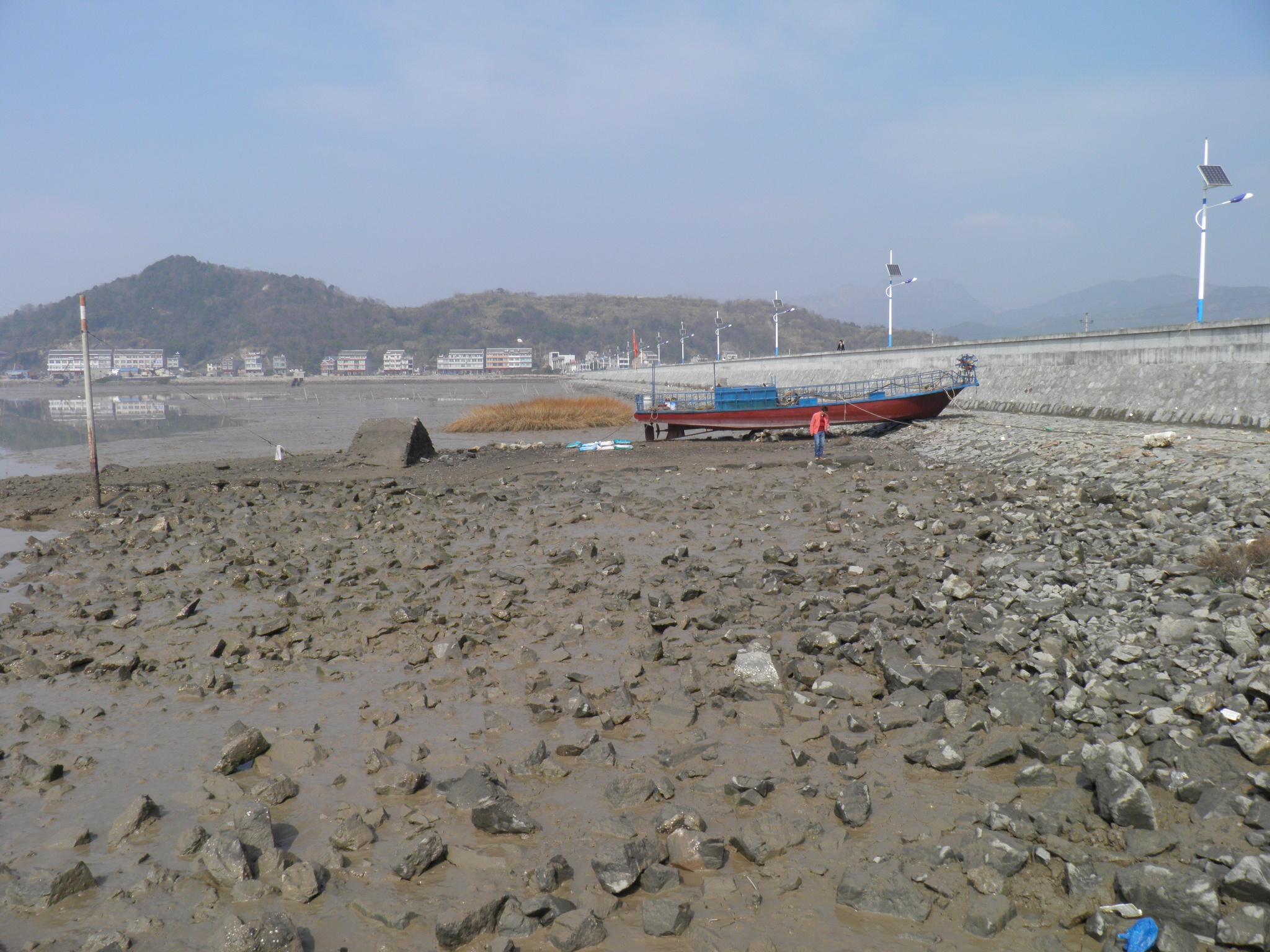
Usine marémotrice de la centrale électrique marémotrice de Jiangxia.

Cette installation accueille également une centrale solaire photovoltaïque d’une puissance nominale de 40 kW et d’une capacité de production annuelle estimée de 45 MWh. Cette centrale est composée de 216 modules solaires monocristallins de 185 W chacun fabriqués par Perlight Solar. 
La centrale alimente la demande d'énergie de petits villages à 20 km à la ronde, via une ligne aérienne de 35 kV. Le marnage maximal dans l'estuaire est de 8,39 m.